# Linia U6 metra w Monachium
Linia U6 metra w Monachium – linia metra w Monachium o długości 27,4 km i 26 stacjach. Biegnie w kierunku północ-południe-zachód od Garching-Forschungszentrum przez Fröttmaning, Münchner Freiheit, Odeonsplatz, Marienplatz, Sendlinger Tor, Implerstraße i Harras do Klinikum Großhadern.